# Ranulfo Flambardo
Ranulfo Flambardo, também conhecido como Ralph Flambard ou Ranulph Flambard (nascido em 1060 - falecido em 5 de setembro de 1128), foi Bispo de Durham e um influente ministro do governo de Guilherme Rufo.

## Biografia
De origem normanda, Ranulfo Flambard foi feito guardião do selo do rei Guilherme I, o Conquistador, por volta de 1083, e durante o reinado de Guilherme II Rufo ele se tornou capelão real, conselheiro chefe e, por um tempo, juiz chefe. Como administrador das finanças reais, ele levantou grandes somas, aumentando impostos e extorquindo fundos dos barões e da igreja. Ele atrasou por anos em fazer nomeações para sedes e abadias vagas, a fim de obter suas receitas para o tesouro de Guilherme.
Em 29 de maio de 1099, Ranulfo foi nomeado bispo de Durham, tornando-se o segundo bispo normando da sé. Foi ordenado no dia 5 de junho seguinte, na Catedral de São Paulo, por Thomas de Bayeux, Arcebispo de Iorque.
Guilherme morreu logo depois, e seu sucessor, Henrique I, aprisionou Ranulfo como bode expiatório para as políticas impopulares do falecido rei. No início de 1101, o bispo escapou para a Normandia - a primeira pessoa conhecida a ter fugido da Torre de Londres - e se juntou ao duque Roberto II Curthose, irmão do rei, que o nomeou seu chefe de gabinete. Ranulfo incitou Roberto e liderou seu exército em uma incursão bem-sucedida através do canal, mas a invasão não teve sucesso. Rapidamente, Ranulfo se tornou aliado do rei, foi restaurado ao favor real e ao seu bispado, mas nunca recuperou sua antiga posição como juiz chefe.
Seu apelido, flambard, que significa impetuoso, provavelmente se refere à sua personalidade. Flambard foi criticado por ser cruel, hedonista e ganancioso, mas também elogiado por ser generoso e leal aos seus apoiadores e aos pobres, e por seu sucesso como construtor e administrador. Dois grandes monumentos britânicos construídos sob o patrocínio de Flambard como ministro e depois como bispo sobrevivem: Westminster Hall e a Catedral de Durham.

## Ligações Externas
- Archer, T. A. "Ranulf Flambard and his Sons". The English Historical Review. 2 (5): 103–112, 1887.
- Craster, Edmund. "A Contemporary Record of the Pontificate of Ranulf Flambard". Archaeologia Aeliana. Fourth series. 7: 33–56, 1930.
- Mason, J. F. A. "Flambard, Ranulf (c.1060–1128)". Oxford Dictionary of National Biography. Oxford University Press, 2004
- Southern, R. W. "Ranulf Flambard and Early Anglo-Norman Administration". Transactions of the Royal Historical Society. Fourth Series. 16: 95–128, 1933.